# Peridroma albistigma
Peridroma albistigma là một loài bướm đêm trong họ Noctuidae.